# シノビマスター 閃乱カグラ NEW LINK
『シノビマスター 閃乱カグラ NEW LINK』（シノビマスター せんらんカグラ ニュー リンク）は、マーベラスより配信されていたスマートフォン用ゲームアプリ。2017年11月29日サービス開始。基本プレイ無料（アイテム課金制）。略称は「シノマス」、キャッチフレーズは「命懸けで咲き誇れ。」。中国では『光影链接』のタイトルで2018年8月にサービスを開始。
2025年5月30日14時をもってサービスを終了し、同年6月4日よりオンライン関連機能を削除し、メインストーリーや衣装着せ替え、ジオラマなどの閲覧が可能なオフライン版に移行された（iOS版、Android版のみ）。

## 概要
『閃乱カグラ』シリーズでは初となるスマートフォン向けタイトルで、プレイヤーは少女達の先生となり、少女達と共に「シノビマスターズ」の頂点である「シノビマスター」を目指す。
2017年8月1日に東京都渋谷区のフォンティスビルで開催された「マーベラス×HONEY∞PARADE GAMES『閃乱カグラ』新作発表会 2017」にて製作が発表され、公式ウェブサイトと公式Twitterが公開された。同日より事前登録を開始。11月29日より配信が開始され、2018年11月7日にPC（DMM GAME）版がリリースされた。
開発が本格的に始まったのはサービス開始の2年程前で、「スマホ最胸の美少女コンテンツを作り上げる」という意志の元に製作された。プロデューサーの高木謙一郎は、開発経緯について「スマートフォンの性能が上がってきて綺麗なキャラを出せるようになった」「好きなキャラを集めて戦うRPG的な要素を考えた」と語っている。
忍装束は新規に制作されているが、条件を満たせば過去の衣装も使うことができる。

## ストーリー
国立半蔵学院、秘立蛇女子学園、死塾月閃女学館、焔紅蓮隊の4つの勢力の少女達の元に忍の武術大会、シノビマスターズへの招待状が届く。忍の頂点であるシノビマスターを目指して、少女達の戦いが幕を開ける。

## 登場人物

### 国立半蔵学院
飛鳥（あすか）
声 - 原田ひとみ
誕生日：9月8日。年齢：17歳。血液型：A型。身長：155cm。スリーサイズ：B90/W57/H85。好物：半蔵の作る太巻き。趣味：修行。秘伝動物：ガマ。
国立半蔵学院の2年生。伝説の忍「半蔵」の孫。
斑鳩（いかるが）
声 - 今井麻美
誕生日：7月7日。年齢：18歳。血液型：A型。身長：168cm。スリーサイズ：B93/W59/H90。好物：懐石料理・日本茶。趣味：読書。秘伝動物：鳳凰。
国立半蔵学院の3年生。忍クラスの委員長で、忍基地の風紀委員も務めている。鳳凰財閥の養女で、家宝の刀「飛燕」を操る。
葛城（かつらぎ）
声 - 小林ゆう
誕生日：11月5日。年齢：17歳。血液型：B型。身長：165cm。スリーサイズ：B95/W57/H90。好物：ラーメン。趣味：セクハラ。秘伝動物：龍。
国立半蔵学院の3年生。女の子が大好きでよくセクハラをして嫌がられている。具足を武器に戦う。
柳生（やぎゅう）
声 - 水橋かおり
誕生日：12月23日。年齢：15歳。血液型：O型。身長：158cm。スリーサイズ：B85/W60/H83。好物：スルメ。趣味：寝ること。秘伝動物：イカ。
国立半蔵学院の1年生。眼帯で封印した右目に「隠鬼（おに）の力」を宿している。
雲雀（ひばり）
声 - 井口裕香
誕生日：2月18日。年齢：15歳。血液型：B型。身長：160cm。スリーサイズ：B80/W55/H73。好物：甘いお菓子全般。趣味：テレビゲーム。秘伝動物：ウサギ。
国立半蔵学院の1年生。かわいいものが大好き。代々続く忍の名門の家系に生まれ、瞳術で人の心を操れる「華眼」を持つ。
菖蒲（あやめ）
声 - 笹本菜津枝
誕生日：5月8日。年齢：16歳。血液型：A型。身長：160cm。スリーサイズ：B82/W57/H75。好物：にゅうめん。趣味：マラソン。秘伝動物：山猫。
国立半蔵学院の1年生。選抜メンバー候補。中学時代に一目ぼれした葛城にセクハラされたがっている。

### 焔紅蓮隊
焔（ほむら）
声 - 喜多村英梨
誕生日：1月3日。年齢：17歳。血液型：B型。身長：163cm。スリーサイズ：B87/W57/H85。好物：和食・肉。趣味：戦い。秘伝動物：アオダイショウ。
元秘立蛇女子学園2年生。六刀を持って戦い、背負った「炎月花」が抜かれると紅蓮の焔に覚醒する。
詠（よみ）
声 - 茅野愛衣
誕生日：2月10日。年齢：17歳。血液型：B型。身長：160cm。スリーサイズ：B95/W58/H90。好物：もやし。趣味：裁縫。秘伝動物：ジムグリ。
元秘立蛇女子学園2年生。貧民街の出身で、清貧をモットーとしている。
日影（ひかげ）
声 - 白石涼子
誕生日：9月9日。年齢：17歳。血液型：O型。身長：160cm。スリーサイズ：B85/W57/H85。好物：なし。趣味：なし。秘伝動物：コブラ。
元秘立蛇女子学園3年生。本人曰く「感情がない」。
未来（みらい）
声 - 後藤沙緒里
誕生日：12月28日。年齢：15歳。血液型：A型。身長：150cm。スリーサイズ：B62/W48/H59。好物：鍋物。趣味：インターネット。秘伝動物はマムシ。
元秘立蛇女子学園1年生。ネット小説家の一面を持つ。
春花（はるか）
声 - 豊口めぐみ
誕生日：7月20日。年齢：18歳。血液型：AB型。身長：169cm。スリーサイズ：B99/W55/H88。好物：おしゃぶり昆布。趣味：人形作り。秘伝動物：ヒバカリ。
元秘立蛇女子学園3年生。傀儡を操り、自身は後ろから薬品を投げてサポートする。

### 死塾月閃女学館
雪泉（ゆみ）
声 - 原由実
誕生日：12月31日。年齢：18歳。血液型：A型。身長：167cm。スリーサイズ：B92/W56/H84。好物：小豆のかき氷。趣味：書道。秘伝動物はクモ。
死塾月閃女学館の3年生。選抜メンバーのリーダー。伝説の忍「黒影」の孫。
叢（むらくも）
声 - 金元寿子
誕生日：10月8日。年齢：18歳。血液型：B型。身長：172cm。スリーサイズ：B96/W58/H85。好物：おもち。趣味：漫画を描く事。秘伝動物：狼。
死塾月閃女学館の3年生。大狼財閥の養女。極度の恥ずかしがり屋で、普段からお面をかぶっている。
夜桜（よざくら）
声 - 石原夏織
誕生日：4月5日。年齢：16歳。血液型：O型。身長：159cm。スリーサイズ：B90/W53/H82。好物：おせんべえ。趣味：掃除。秘伝動物：イノシシ。
死塾月閃女学館の2年生。12人きょうだいの長女で面倒見が良い。サイズを自在に変えられる手甲を武器に戦う。
四季（しき）
声 - 山本彩乃
誕生日：3月25日。年齢：15歳。血液型：AB型。身長：161cm。スリーサイズ：B95/W54/H83。好物：トマトジュース。趣味：深夜徘徊。秘伝動物：コウモリ。
死塾月閃女学館の1年生。ギャル口調でノリが軽い。世界で活躍できる忍になるという夢を持つ。
美野里（みのり）
声 - 五十嵐裕美
誕生日：2月14日。年齢：15歳。血液型：AB型。身長：144cm。スリーサイズ：B86/W50/H75。好物：苺のショートケーキ。趣味：お昼寝。秘伝動物：ハムスター。
死塾月閃女学館の1年生。手に持ったバケツと背負ったリュックから取り出した武器で戦う。

#### 中等部
月光（げっこう）
声 - 小原莉子
誕生日：9月15日。血液型：B型。身長：152cm。スリーサイズ：B86/W58/H80。好物：ちまき。趣味：人形作り・きせかえ。秘伝動物：羊。
死塾月閃女学館中等部の2年生。月閃女学館の創始者である月閃家直系の忍で、閃光の異母妹。留学先で妖魔と遭遇した時に雪不帰に助けられ、シノビマスターズの運営を補佐するために日本に戻ってきた。藁人形のジュジュを操って戦う。
閃光（せんこう）
声 - 藤田茜
誕生日：8月2日。血液型：O型。身長：150cm。スリーサイズ：B82/W55/H78。好物：チョコレート。趣味：戦い。秘伝動物：獏。
死塾月閃女学館中等部の2年生。月閃家直系の忍で、月光の異母姉。留学先で雪不帰に助けられ、シノビマスターズの運営を補佐している。

### 秘立蛇女子学園
雅緋（みやび）
声 - 平田宏美
誕生日：8月15日。年齢：21歳。血液型：B型。身長：169cm。スリーサイズ：B90/W56/H87。好物：親子どんぶり。趣味：お風呂。秘伝動物：カラス＆ヘビ。
秘立蛇女子学園の3年生。選抜メンバーのリーダー。任務中に禁術を使った反動で長い入院生活を送っていた。黒炎と黒刀を武器に戦う。
紫（むらさき）
声 - 矢作紗友里
誕生日：10月26日。年齢：16歳。血液型：A型。身長：161cm。スリーサイズ：B105/W59/H88。好物：具なしおにぎり。趣味：「べべたん」と遊ぶこと。秘伝動物：熊。
秘立蛇女子学園の2年生。忌夢の妹。重度の引きこもりで、クマのぬいぐるみ「べべたん」と部屋で過ごしている。「禍魂の力」を秘めている。
忌夢（いむ）
声 - 斎藤千和
誕生日：6月9日。年齢：21歳。血液型：AB型。身長：157cm。スリーサイズ：B88/W60/H82。好物：おいなりさん。趣味：勉強。秘伝動物：狐。
秘立蛇女子学園の3年生。紫の姉で雅緋の幼馴染。伸縮自在の如意棒を用い、功夫のような動きで戦う。
両備（りょうび）
声 - 日笠陽子
誕生日：1月19日。年齢：16歳。血液型：O型。身長：160cm。スリーサイズ：B69/W56/H90。忍転身後:B95/W56/H90。好物：棒付きアメ。趣味：なんでも狙撃。秘伝動物：鹿。
秘立蛇女子学園の1年生。両奈の双子の妹。元善忍で月閃女学館からの転校してきた。銃床が刃物になったスナイパーライフルを手に戦う。
両奈（りょうな）
声 - MAKO
誕生日：1月19日。年齢：16歳。血液型：O型。身長：160cm。スリーサイズ：B98/W56/H88。好物：ちくわ。趣味：買い物。秘伝動物：豚。
秘立蛇女子学園の1年生。両備の双子の姉。両備と同様に元善忍で月閃女学館からの転校してきた。ドMな性格。二丁拳銃を武器に、フィギュアスケートのように舞いながら戦う。
総司（そうじ）
声 - 井上麻里奈
誕生日：4月19日。年齢：16歳。血液型：A型。身長：167cm。スリーサイズ：B90/W57/H85。好物：からし抜きホットドッグ。趣味：自分磨き。秘伝動物：ハブ。
秘立蛇女子学園の1年生。悪忍の名家の生まれでナルシスト。焔をライバル視している。
芭蕉（ばしょう）
声 - 藤田咲
誕生日：9月17日。年齢：15歳。血液型：O型。身長：157cm。スリーサイズ：B83/W57/H80。好物：鉄板焼き全般。趣味：俳句。秘伝動物：オオサンショウウオ。
秘立蛇女子学園の1年生。日影を尊敬し目標としている。墨字忍法と大型筆に隠した刀で戦う。
芦屋（あしや）
声 - 紡木吏佐
誕生日：1月14日。年齢：15歳。血液型：O型。身長：158cm。スリーサイズ：B92/W58/H90。好物：生ハム。趣味：布教活動。秘伝動物：イタチ。
秘立蛇女子学園の1年生。聖なる神の666番目の使徒を自称しており、日々布教活動に励んでいる。刃のついた巨大な鉄輪を操り、敵を斬り刻むように戦う。
伊吹（いぶき）
声 - 鈴木絵理
誕生日：5月30日。年齢：16歳。血液型：A型。身長：156cm。スリーサイズ：B84/W55/H80。好物：なめこおろし。趣味：お散歩。秘伝動物：仔犬。
秘立蛇女子学園の1年生。自称「蛇女イチの常識人」だが感情が高ぶるとドMな性格を覗かせる。近づいてきた香りで春花を判別できるほど慕っているが、当の春花からは忘れられていた様子。大型のM字鋏を豪快に振り回して戦う。

### 遠野天狗ノ忍衆
夕焼（ゆうやき）
声 - 立花理香
誕生日：9月29日。年齢：16歳。血液型：O型。身長：164cm。スリーサイズ：B90/W57/H90。好物：発酵食品。趣味：キラキラしたものを集めること。秘伝動物：烏。
遠野天狗ノ忍衆のリーダー。高校2年生。遠野の里が封じてきた妖魔、夜叉をその身に宿している。
牛丸（うしまる）
声 - 吉岡麻耶
誕生日：10月15日。年齢：16歳。血液型：A型。身長：158cm。スリーサイズ：B99/W62/H90。好物：自家製ミルク。趣味：昼寝。秘伝動物：乳牛。
遠野天狗ノ忍衆のメンバー。高校2年生。夕焼とは幼馴染。
深里（みさと）
声 - 東城日沙子
誕生日：2月5日。年齢：17歳。血液型：A型。身長：161cm。スリーサイズ：B86/W55/H84。好物：たぬきそば。趣味：陶芸・読書。秘伝動物：妖狸。
遠野天狗ノ忍衆のメンバー。高校3年生。自称「遠野の天才軍師」。知的で冷静に振る舞おうとているが、素が感情豊かなためについ尻尾を出してしまう。九魅にはよくそのことをからかわれてケンカになっている。葉っぱの扇子で天候を操り戦う。
九魅（くみ）
声 - MAKIKO
誕生日：2月4日。年齢：17歳。血液型：B型。身長：166cm。スリーサイズ：B87/W60/H87。好物：きつねうどん。趣味：古今東西の武器集め。秘伝動物：妖狐。
遠野天狗ノ忍衆のメンバー。高校3年生。自由奔放な性格だが、姉御肌で仲間や弱い者への面倒見が良い。九つの尻尾を使い、様々な武器を操って戦う。
那智（なち）
声 - 緒方佑奈
誕生日：6月8日。年齢：18歳。血液型：B型。身長：169cm。スリーサイズ：B94/W64/H92。好物：価格的に高いモノ。趣味：釣り。秘伝動物：河童。
遠野天狗ノ忍衆のメンバー。高校3年生。遠野の里の里長。戦闘では釣り竿の針の部分を変化させて敵を攻撃する。

### ゾディアック星導会
麗王（れお）
声 - 斎賀みつき
誕生日：7月23日。年齢：17歳。血液型：AB型。身長：169cm。スリーサイズ：B89/W58/H89。好物：マンゴスチン。趣味：アフタヌーンティー。秘伝動物：獅子。
基立星十字学院の2年生。学院内の組織「ゾディアック星導会」のリーダーで、しし座を司る。世界一のお金持ちでシノビマスターズにも出資している。お昼寝が大好き。
銀嶺（ぎんれい）
声 - 長野佑紀
誕生日：9月8日。年齢：16歳。血液型：A型。身長：162cm。スリーサイズ：B86/W56/H85。好物：マカロニ。趣味：料理。秘伝動物：巻貝。
基立星十字学院の2年生。おとめ座を司る。麗王の執事で右腕的存在。螺旋状の物をこよなく愛する。長大なドリルランスを自在に操って戦う。
紅葉（くれは）
声 - 河野ひより
誕生日：1月11日。年齢：不明。血液型：A型。身長：154cm。スリーサイズ：B96/W52/H84。好物：もみじ饅頭。趣味：剣術。
基立星十字学院の1年生。やぎ座を司る。「紅葉」という剣術の名門の出で、本人の実力も非常に高い。
玉響（たまゆら）
声 - ルゥティン
誕生日：10月10日。年齢：不明。血液型：B型。身長：170cm。スリーサイズ：B101/W55/H91。好物：ドライフルーツ。趣味：愛犬のチワワと戯れること。
基立星十字学院の3年生。てんびん座を司る。物事全てを有罪か無罪かで断罪して話す癖がある。
睡蓮（すいれん）
声 - Lynn
誕生日：12月17日。年齢：不明。血液型：O型。身長：165cm。スリーサイズ：B99/W57/H92。好物：食べられるものなら何でも。趣味：研究。
基立星十字学院の3年生。へびつかい座を司る。「蛇輪の書」と呼ばれる本から様々なものを召喚して戦う。
道元の姪であり、道元が自身が死んだ際に代わりとなるように精神を操られていた。焔紅蓮隊のメンバーが怨楼血（おろち）に取り込まれた際に妖魔の強さに惹かれ、忍の犠牲を無くす手段として怨楼血を兵器として運用する怨楼血傀儡化計画を企てた。その後、基立星十字学院の星座の加護によりへびつかい座に選ばれ、ゾディアック星導会に加入。怨楼血の復活を目論んだ道元に意識を乗っ取られたが、日影たちによって道元の支配から解放された。

### New Wave連合
『閃乱カグラ NewWave』にて新規に登場した所属グループの内、遠野天狗ノ忍衆、ゾディアック星導会、戦姫衆以外のグループから代表1人が選抜され結成された連合グループ。現時点では県立志野塚工業高校は連合に選抜メンバーを加えていない。
舞（まい）
声 - 向井莉生
誕生日：10月31日。年齢：16歳。血液型：B型。身長：161cm。スリーサイズ：B85/W57/H85。好物：イチゴ大福。趣味：アイドル活動。秘伝動物：カワウソ。
アイドルグループ「Milky Pop」のリーダーで善忍養成校の2年生。NewWave連合のリーダーも務める。マイクスタンド型の仕込み刀を駆使して戦う。
椿（つばき）
声 - 峯田茉優
誕生日：12月3日。年齢：15歳。血液型：B型。身長：164cm。スリーサイズ：B90/W60/H88。好物：チョコケーキ。趣味：お茶。秘伝動物：アライグマ。
ロックバンドユニット「A.R.C.Angels」のリーダーで悪忍養成校の1年生。自立した大人になることを目標としているためか、忍基地での他の忍との訓練や任務にあまり乗り気ではない。戦闘スタイルはスピーカーを仕込んだ手甲を用いた音撃格闘。
美苺（めいめい）
声 - 森島亜梨紗
誕生日：10月14日。年齢：16歳。血液型：O型。身長：168cm。スリーサイズ：B85/W60/H86。好物：あんまん。趣味：漢文朗読。秘伝動物：パンダ。
私立舞扇大学附属高校の2年生。父と妹を探して中国から来日している留学生。戦闘スタイルは肉まん型爆弾の投擲。
蘭丸（らんまる）
声 - 稗田寧々
誕生日：3月30日。年齢：15歳。血液型：B型。身長：148cm。スリーサイズ：B80/W54/H78。好物：グミ。趣味：くまプーと遊ぶこと。秘伝動物：小熊。
都立薄桜女学院の1年生。風紀委員会に入りたての新人だが、風紀委員長の胡蝶の推薦で薄桜女学院の代表として忍基地にやってきた。熊型の執事ロボ「くまプー」を肌身離さず連れ歩き、戦闘ではくまプーを傀儡の術で操って戦う。
風雅（ふうが）
声 - 古川由利奈
誕生日：1月21日。年齢：17歳。血液型：A型。身長：172cm。スリーサイズ：B99/W55/H86。好物：トマト。趣味：謎掛け。秘伝動物：朱雀。
市立咲芸大学附属高校の3年生。自身を「わちき」と呼んだり、語尾に「ありんす」を付けたりなどの廓詞で喋る。三味線の音で炎や大気を操って戦う。

### 巫神楽
蓮華（れんか）
声 - 津田美波
誕生日：7月20日。年齢：18歳。血液型：A型。身長：168cm。スリーサイズ：B93/W58/H82。好物：辛いもの全般。趣味：和太鼓・麺打ち。秘伝動物：孔雀。
巫神楽三姉妹の長女。江戸っ子気質で男勝り。お祭りに目がない。
華毘（はなび）
声 - 徳井青空
誕生日：10月10日。年齢：17歳。血液型：O型。身長：163cm。スリーサイズ：B96/W57/H84。好物：そうめん。趣味：巨大花火制作。秘伝動物：金魚。
巫神楽三姉妹の次女。頭を使いすぎると、花火を爆発させる癖がある。火薬に詳しい。
華風流（かふる）
声 - 井澤詩織
誕生日：5月5日。年齢：16歳。血液型：B型。身長：152cm。スリーサイズ：B73/W52/H60。好物：チューチューアイス。趣味：勉強。秘伝動物：イルカ。
巫神楽三姉妹の三女。口癖は「はい、論破」で、人を小馬鹿にしたような言葉を常に口する。
奈楽（ならく）
声 - 甲斐田裕子
誕生日：7月15日。年齢：16歳。血液型：O型。身長151cm。スリーサイズ：B91/W56/H82。好物：イチゴ。趣味：なし。
護神の民の少女。武器は両足の鉄球で、自在に大きさを変えることが出来る。
神楽（かぐら）
声 - 松岡由貴
誕生日：不明（9月22日？）。年齢：不明。血液型：AB型。身長173cm。スリーサイズ：B95/W55/H87。好物：不明。趣味：不明。
妖魔を滅するために生まれた少女。
千年前の名前は「花楽」。蛇龍に取り込まれた親友の沁を見つけるために世界を渡り歩き、妖魔との闘いで力を使い果たすと転生の珠に戻り百年の眠りについた。何度も転生を繰り返すたびにいつしかその目的が変わり、全ての妖魔を滅するために行動するようになった。

### 大会運営委員
凛（りん）
声 - 三森すずこ
誕生日：9月30日。年齢：27歳。血液型：A型。身長：160cm。スリーサイズ：B97/W57/H90。好物：豆。趣味：世界平和。秘伝動物：鷹。
半蔵学院卒業生の元善忍だが、秘立蛇女子学園の教師「鈴音（すずね）」として生活している。
大道寺（だいどうじ）
声 - 浅川悠
誕生日：11月11日。年齢:26歳。血液型：B型。身長：170cm。スリーサイズ：B100/W58/H98。好物：肉。趣味：正面突破。秘伝動物はトラ。
国立半蔵学院の伝説の先輩。最終試験には合格しているが、卒業しないで留年し続けている。
両姫（りょうき）
声 - 井上喜久子
命日：7月26日。年齢：17歳。血液型：なし。身長：171cm。スリーサイズ：B94/W55/H89。好物：ナスときゅうり。趣味：妹。秘伝動物：鵺。
両備と両奈の姉。月閃女学館を卒業後、妖魔との戦いで死亡したが、異界の門から復活した。天使の輪を触られると狂暴になる。
ジャスミン
声 - 田中理恵
誕生日：1月1日。年齢：81歳。血液型：B型。身長：174cm。スリーサイズ：B90/W53/H91。好物：スキヤキ。趣味：旅行・ファッション。秘伝動物：アフリカゾウ。
飛鳥の祖母で元カグラである「小百合（さゆり）」が若返った姿。禁術「絶・忍転身」により全盛期の姿を保っている。
雪不帰（ふぶき）
声 - 阿澄佳奈
誕生日：2月2日。血液型：不明。身長170cm。スリーサイズ：B95/W68/H88。好物は白飯。趣味は人間観察。秘伝動物：麒麟。
黒影の息子と妖魔の間に生まれた半妖。月閃女学館を卒業後、優秀な忍として名が知られていたが、雪不帰と共に任務に行くと妖魔が出現し、雪不帰以外の忍が全滅することが何度もあったため、忍の名にちなんで「不帰（かえらず）」と呼ばれていた。善忍の上層部から逃れるため海外で身を隠していたが、月光と閃光に出会い、二人の父親を頼って日本に戻ってきた。シノビマスターズを開催し妖魔の開放を目論んだが、飛鳥たちに阻止された。

### 天城封結衆
鴇（とき）
声 - 高橋李依
誕生日：3月29日。年齢：17歳。血液型：A型。身長163cm。スリーサイズ：B102/W60/H94。好物はうなぎ。趣味はお手玉。秘伝動物：鴇。
900年前の悪忍のカグラ。華眼の分家の出身で華眼の扱いに長けている。善忍と悪忍の連合軍を作り大将として妖魔と戦ったが、味方に裏切られて忍結塊に閉じこめられた。風切と雨音によって封印を解かれた修羅が忍血塊を開き、現世に戻って来た。封結衆に加入後はリーダーとなり、2年生に編入した。
羽衣（うい）
声 - 高森奈津美
誕生日：3月3日。年齢：16歳。血液型：AB型。身長：158cm。スリーサイズ：B84/W53/H76。好物：ゼリー飲料。趣味：ネットサーフィン。秘伝動物：ヒクイドリ。
天城の山奥にある華留の里の忍で2年生。華眼の分家の忍で鴇の子孫だが、華眼が出なかった華無しの忍。戦闘時は特製の椅子を用いて戦う。
風切（かざきり）
声 - 桑原由気
誕生日：8月7日。年齢：15歳。血液型：B型。身長：153cm。スリーサイズ：B66/W45/H58。好物：おまんじゅう。趣味：読書。秘伝動物：もぐら。
華留の里の忍で1年生。華眼の分家の忍で鴇の子孫。羽衣のいとこ。華無しの忍であり、労せずして華眼が発現した雲雀に対して強い敵愾心を抱いていたが、後に和解。鋭利な爪がついた大型の武器で獣のように戦う。
日和（ひより）
声 - 種崎敦美
誕生日：8月24日。年齢：18歳。血液型：O型。身長：166cm。スリーサイズ：B94/W55/H87。好物：辛い物全般。趣味：家事。秘伝動物：ムササビ。
華留の里の忍で3年生。羽衣・風切・雨音の幼馴染。封印の術に長けている。優しく面倒見のいい性格で、封結衆の仲間から姉のように慕われている。裁縫が得意。大型の弓を武器に戦う。
雨音（あまね）
声 - 鈴代紗弓
誕生日：6月16日。年齢：不明。血液型：A型。身長：160cm。スリーサイズ：B89/W54/H86。好物：デカ盛り全般。趣味：食事。秘伝動物：ハリネズミ。
華留の里の忍で2年生。900年前に華留の里を興した鴇の親友、瑞月の子孫。鴇と修羅の封印を守る役目を負う一族。封印の術に長けており、忍結界より強力な結界を張ることができる。様々な重火器が仕込まれた大型の武器を使い戦う。

### その他
豹姫（ひょうき）
声 - 鷹村彩花
麗王の妹。父親から人体実験を受けており妖魔の力を宿している。麗王だけが父親から愛されていると思い込み、忍そのものを恨むようになる。妖魔の力を使い忍を滅ぼそうとしたが、麗王も父親からビジネスの道具として利用されていたことを知り和解した。その際に道元によって操られ、解放した時に重傷を負い、その後の診察から忍としての復帰は絶望的であると言い渡される。
道元（どうげん）
秘立蛇女子学園の出資者であり、睡蓮の叔父。過去に焔に斬られ肉体は消滅したが、睡蓮の中に自身の精神を封印していた。最強の力を手に入れるため怨楼血の復活させるが、忍達の活躍によって阻止され、最終的に憑依していた怨楼血の核ごと破壊され完全消滅した。
沁（こころ）
声 - 伊藤静
かつての神楽の親友。千年程前に蛇龍に取り込まれ姿を消していたが、富士山に妖魔と共に突如として現れる。怨楼血を越える最凶最悪の妖魔「シン」として忍の記録に残されている。
シンは『閃乱カグラ PEACH BEACH SPLASH』の会話内で存在が示唆され、発売中止になった『閃乱カグラ 7EVEN -少女達の幸福-』で戦いが描かれる予定だった。

### 三大妖魔
妖魔の殆どが異形の存在であり、精神が破綻、または破壊衝動に身を任せて行動しているのだが、一部の妖魔は「古代妖魔」と呼ばれ人間に近い風貌と精神を持ち、その中でも強大な力を有しているのは以下の三大妖魔と呼ばれている存在である。
羅刹（らせつ）
声 - 山本希望
雪不帰の母に命を救われた妖魔。他人の記憶を操ることができる。雪不帰に恩を返すため行動し、人間を滅ぼさなければならないと訴えている。
夜叉（やしゃ）
声 - 立花理香
夕焼の体に封印されていた妖魔。数百年前、羅刹・修羅と共に妖魔を率いて忍の世界を滅亡にまで追い込んだが、対等に渡り合える忍の集団が現れ、幾重に渡る戦いで互いを認め合ったその忍たちと遠野の里を興した。しかし忍と妖魔の共生は叶わず、夕焼の先祖の体に封印され今日まで引き継がれてきた。長きに渡る封印で記憶を失っていたが羅刹に術をかけられ記憶を取り戻した。
修羅（しゅら）
声 - 加隈亜衣
三大妖魔の頂点であり、妖魔の頂点を目指している。900年前に神楽と交戦し、消耗のため眠りについていたが、風切と雨音によって復活された。

### コラボキャラクター
コスチューム変更のみの作品は割愛する。

#### デッド オア アライブ シリーズ
2018年11月16日から11月29日まで開催された『デッド オア アライブ エクストリーム ヴィーナス バケーション』（DOA XVV）とのコラボにてあやねが参戦。2019年7月18日から8月1日まで開催されたコラボ第二弾にてマリー・ローズとほのかが参戦。
2020年9月17日から9月28日まで開催された『デッド オア アライブ6』（DOA6）とのコラボにてかすみが参戦。さらにあやねのDOA6仕様の新規カードが追加された。
2022年3月17日から3月29日まで開催された『DOA XVV』とのコラボ第三弾にてたまきが参戦した。
あやね
声 - 山崎和佳奈
誕生日：8月5日。年齢：18歳。血液型：AB型。身長：157cm。スリーサイズ：B93/W54/H84。好物：マロングラッセ。趣味：エステ。
「霧幻天神流・覇神門」の天才くノ一。
マリー・ローズ
声 - 相沢舞
誕生日：6月6日。年齢：18歳。血液型：AB型。身長：147cm。スリーサイズ：B74/W56/H78。好物：プリンセスバーケルセ。趣味：ホラー映画鑑賞。
エレナに仕えるサーバントだが、その素性は謎に包まれている。小柄で可憐な出で立ちとは裏腹に軍隊格闘術「システマ」を使いこなす。
ほのか
声 - 野中藍
誕生日：3月24日。年齢：18歳。血液型：AB型。身長：150cm。スリーサイズ：B99/W58/H91。好物：ホイップシュークリーム。趣味：お風呂・プロレス観戦・格闘映画鑑賞。
優しいおばあちゃんに育てられた、おっとり女の子。
かすみ
声 - 桑島法子
誕生日：2月23日。年齢：19歳。血液型：A型。身長：158cm。スリーサイズ：B89/W54/H85。好物：苺のミルフィーユ。趣味：占い。
「霧幻天神流・天神門」のくノ一。
たまき
声 - 大西沙織
誕生日：8月19日。年齢：22歳。血液型：B型。身長：169cm。スリーサイズ：B84/W54/H87。好物：マカロン・炭酸水・お酒。趣味はボルダリング・ヨガ・バー巡り。
元モデル、現服飾デザイナー。護身術として始めた合気道の腕前が高い。

#### 一騎当千
2019年3月18日から3月31日まで開催された『一騎当千』とのコラボにて関羽と呂布が参戦。2020年4月17日から4月30日まで開催されたコラボ第二弾にて孫策と呂蒙、2021年4月28日から5月12日まで開催されたコラボ第三弾にて趙雲、2023年1月17日から1月31日まで開催された『真・一騎当千』にて孫権が参戦した。
関羽（かんう）
声 - 生天目仁美
誕生日：11月8日。血液型：A型。身長：172cm。スリーサイズ：B94/W60/H91。好物：不明。趣味：不明。
成都学園3年生。Sランクの闘士。
呂布（りょふ）
声 - 渡辺明乃
誕生日：10月28日。血液型：AB型。身長：166cm。スリーサイズ：B91/W58/H90。好物：不明。趣味：不明。
洛陽高校3年生。Aランクの闘士。
孫策（そんさく）
声 - 浅野真澄
誕生日：3月17日。血液型：AB型。身長：162cm。スリーサイズ：B93/W56/H88。好物：不明。趣味：不明。
南陽学院2年生。Bランクの闘士。
呂蒙（りょもう）
声 - 甲斐田裕子
誕生日：9月3日。血液型：A型。身長：160cm。スリーサイズ：B85/W58/H86。好物：不明。趣味：不明。
南陽学院3年生。Bランクの闘士。
趙雲（ちょううん）
声 - 浅川悠
誕生日：8月4日。血液型：A型。身長：170cm。スリーサイズ：B89/W59/H87。好物：不明。趣味：不明。
成都学園2年生。特Aランクの闘士。妖刀村正「斬龍」を駆使した抜刀術を得意としている。
孫権（そんけん）
声 - 大橋彩香
誕生日：不明。血液型：不明。身長：不明。スリーサイズ：不明。好物：不明。趣味：不明。
南陽学院に転校してきた次期当主候補。姉である孫策に憧れており、闘士としての潜在能力もＳランク闘士を軽く凌駕している。

#### 餓狼伝説SPECIAL
2019年8月31日から9月13日まで開催された『餓狼伝説SPECIAL』とのコラボにて参戦。
不知火 舞（しらぬい まい）
声 - 小清水亜美
誕生日：1月1日。年齢：19歳。血液型：B型。身長：164cm。スリーサイズ：B85/W54/H90。好物：お雑煮。趣味：お節料理を作ること。
不知火流忍術を継承するくノ一。

#### クイーンズブレイド
2020年2月17日から2月28日まで開催された『クイーンズブレイド』とのコラボにてレイナとアイリが参戦。2021年2月16日から3月1日まで開催されたコラボ第二弾にてエリナ・トモエ・シズカが参戦、2023年10月16日から10月31日まで開催されたコラボにてアレインが参戦した。
レイナ
声 - 川澄綾子
誕生日：不明。年齢：不明。血液型：不明。身長：170cm。スリーサイズ：B88/W60/H85。好物：ぶどう酒。趣味：不明。
世界中をさすらう冒険者。ヴァンス伯爵家の次女にして、第一継承権者。
アイリ
声 - 伊藤かな恵
誕生日：不明。年齢：不明。血液型：不明。身長：161cm。スリーサイズ：B86/W56/H83。好物：美女の精気。趣味：不明。
沼地の魔女に仕える召使いで、冥府より召喚された死霊。生者の精気を吸収し続けないとこの世に留まることができない。
エリナ
声 - 水橋かおり
誕生日：不明。年齢：不明。血液型：不明。身長：168cm。スリーサイズ：B85/W54/H84。好物：ソーセージ。趣味：レイナのことを色々妄想すること。
ヴァンス伯爵家の三女にして、レイナの実妹。レイナに対して並々ならぬ愛情を抱いている。
トモエ
声 - 能登麻美子
誕生日：不明。年齢：不明。血液型：不明。身長：160cm。スリーサイズ：B87/W57/H85。好物：ケーキ。趣味：歌を詠むこと。
ヒノモトの国家守護を預かるマサカド神社の武者巫女。名刀「クチナワ」を主体としたヒノモト独自の武術を得意とする。
シズカ
声 - 生天目仁美
誕生日：不明。年齢：不明。血液型：不明。身長：161cm。スリーサイズ：B86/W55/H83。好物：甘いもの。趣味：爪の手入れ。
元・甲魔忍軍頭領でトモエの友人。小刀や毒、忍術を駆使して戦う。
アレイン
声 - 喜多村英梨
誕生日：不明。年齢：不明。血液型：不明。身長：160cm。スリーサイズ：B80/W54/H80。好物：不明。趣味：自分の知識を講義すること。
1000年以上の時を生きる森エルフの戦士長。周囲からは教官と呼ばれている。

#### THE KING OF FIGHTERS
2020年7月17日から8月1日まで開催された『ザ・キング・オブ・ファイターズ』とのコラボにて参戦。
アテナ
声 - 池澤春菜
誕生日：3月14日。年齢：16歳。血液型：B型。身長：163cm。スリーサイズ：B83/W57/H82。好物：もみじまんじゅう。趣味：ホームページ作りと通販。
世界平和のために戦う女子高生アイドル。生まれ持ったサイコパワーと中国拳法で戦う。
クーラ
声 - かかずゆみ
誕生日：5月29日。年齢：14歳。血液型：不明。身長：159cm。スリーサイズ：B81/W57/H83。好物：ペロペロキャンディー。趣味：キャンディー修復のパーツ集め。
秘密結社「ネスツ」により生み出された改造人間。改造手術の副作用のため精神的に未発達な部分があり、性格や言動に幼さが目立つ。空気中の水分を瞬時に凍らせる能力を持つ。
レオナ
声 - 吉田聖子
誕生日：1月10日。年齢：18歳。血液型：B型。身長：173cm。スリーサイズ：B84/W60/H87。好物：野菜。趣味：工場見学。
傭兵部隊に所属する女性兵士。幼い頃より軍事訓練を受けて育った。無口で感情表現は苦手。

#### ハイスクールD×D
2020年10月31日から11月12日まで開催された『ハイスクールD×D』とのコラボにてリアスと朱乃が参戦。2021年8月31日から9月13日まで開催されたコラボ第二弾にて小猫とロスヴァイセ、2023年7月14日から8月1日まで開催されたコラボ第三弾にてゼノヴィアと紫藤イリナ、2024年8月15日から8月30日まで開催中のコラボ第四弾にてアーシアが参戦した。
リアス・グレモリー
声 - 日笠陽子
誕生日：4月9日。年齢：18歳。血液型：不明。身長：172cm。スリーサイズ：B99/W58/H90。好物：和食全般。趣味：日本の名産品収集。
駒王学園高等部3年生。オカルト研究部部長。上級悪魔グレモリー家の次期当主。自身の髪色と母方のバアル家から受け継いだ滅びの力から「紅髪の滅殺姫（べにがみのルイン・プリンセス）」の二つ名を持つ。
姫島 朱乃（ひめじま あけの）
声 - 伊藤静
誕生日：7月21日。年齢：18歳。血液型：不明。身長：168cm。スリーサイズ：B102/W60/H89。好物：チョコケーキ。趣味：茶道・華道・料理。
駒王学園高等部3年生。オカルト研究部副部長。グレモリー眷属のナンバー2でランクは女王（クイーン）。その戦闘スタイルから「雷光の巫女」と呼ばれている。
塔城 小猫（とうじょう こねこ）
声 - 竹達彩奈
誕生日：11月23日。年齢：15歳。血液型：不明。身長：138cm。スリーサイズ：B67/W57/H73。好物：甘いもの。趣味：大食い店制覇。
駒王学園高等部1年生。オカルト研究部所属。グレモリー眷属の一人でランクは戦車（ルーク）。怪力を駆使した戦闘を得意とする。
ロスヴァイセ
声 - 加隈亜衣
誕生日：8月8日。年齢：不明。血液型：不明。身長：173cm。スリーサイズ：B96/W61/H89。好物：おでん。趣味：100円ショップ巡り。
駒王学園高等部の教師。グレモリー眷属の一人でランクは戦車。北欧式魔術に長けている。
ゼノヴィア
声 - 種田梨沙
誕生日：2月14日。年齢：17歳。血液型：不明。身長：166cm。スリーサイズ：B87/W58/H88。好物：不明。趣味：不明。
駒王学園高等部2年生。オカルト研究部所属。グレモリー眷属の一人でランクは騎士（ナイト）。戦闘スタイルは聖剣デュランダルを駆使したパワー特化型。
紫藤 イリナ（しどう -）
声 - 内田真礼
誕生日：9月29日。年齢：17歳。血液型：不明。身長：164cm。スリーサイズ：B87/W59/H89。好物：不明。趣味：不明。
駒王学園高等部2年生。天使長ミカエルに仕える聖剣使いの転生天使。スピードを生かしたトリッキーな戦い方が得意。
アーシア・アルジェント
声 - 浅倉杏美
誕生日：5月11日。年齢：17歳。血液型：不明。身長：155cm。スリーサイズ：B85/W55/H83。好物：兵頭家の料理。趣味：ガーデニング・縫い物。
駒王学園高等部2年生。オカルト研究部所属。グレモリー眷属の一人でランクは僧侶（ビショップ）。元は天使長ミカエルに仕えるシスターだったが、リアスの眷属悪魔として転生する。神器「聖母の微笑（トワイライト・ヒーリング）」の所有者で回復魔法を得意とする一方、攻撃時には使い魔の蒼雷龍（スプライト・ドラゴン）「ラッセー」を召喚して威力の高い攻撃を放つ。

#### 百花繚乱 SAMURAI GIRLS
2021年7月16日から8月1日まで開催された『百花繚乱 SAMURAI GIRLS』とのコラボにて参戦。2024年1月17日から1月31日まで開催されたコラボ第二弾にて真田幸村と徳川千が参戦した。
柳生 十兵衛（やぎゅう じゅうべえ）
声 - 悠木碧
誕生日：不明。年齢：不明。血液型：不明。身長：165cm。スリーサイズ：B90/W58/H85。好物：不明。趣味：不明。
柳生道場で生活している剣姫（マスターサムライ）。二刀流で戦い、戦闘時は内に秘めた剣豪・三厳の魂が覚醒する。
直江 兼続（なおえ かねつぐ）
声 - 豊崎愛生
誕生日：不明。年齢：不明。血液型：不明。身長：155cm。スリーサイズ：B83/W55/H78。好物：不明。趣味：不明。
「愛の戦士」を自称する剣姫。十兵衛からは「ぐつぐつさん」と呼ばれている。身の丈以上の大槌を振り回して戦う「直江流戦鎚術」の使い手。
真田 幸村（さなだ ゆきむら）
声 - 釘宮理恵
誕生日：不明。年齢：不明。血液型：不明。身長：130cm。スリーサイズ：不明。好物：不明。趣味：不明。
いにしえの名将・真田幸村の名を持つ剣姫。反徳川勢力に属する知勇兼備の軍師。十兵衛からは「ゆっきー」と呼ばれている。戦闘時は攻防一体の巨大鉄扇を振るう。
徳川 千（とくがわ せん）
声 - 寿美菜子
誕生日：不明。年齢：不明。血液型：不明。身長：160cm。スリーサイズ：不明。好物：不明。趣味：不明。
武應学園塾の生徒会副会長を務める剣姫。徳川宗家のお嬢様でプライドが高いが、薙刀の達人。

#### To LOVEる -とらぶる- ダークネス
2021年10月29日から11月29日まで開催された『To LOVEる -とらぶる- ダークネス』とのコラボにて参戦。2022年9月15日から9月30日まで開催されたコラボ第二弾にて黒咲芽亜が参戦した。2024年5月15日から5月31日まで開催されたコラボ第三弾にて西連寺春菜が参戦した。
ララ・サタリン・デビルーク
声 - 戸松遥
誕生日：7月7日。年齢：不明。血液型：B型。身長：165cm。スリーサイズ：B89/W57/H87。好物：しじみの味噌汁。趣味：発明。
デビルーク星の第1王女。彩南高校2年生。地球人を遥かに上回る身体能力を有し、尻尾から放たれるビームは非常に強力。
金色の闇（こんじきのやみ）/ ヤミ
声 - 福圓美里
誕生日：12月24日。年齢：不明。血液型：AB型。身長：153cm。スリーサイズ：B75/W52/H77。好物：たい焼き。趣味：読書。
宇宙で最も危険視されている殺し屋。人工生命体であり、全身を自在に武器に変える変身（トランス）能力を持つ。
モモ・ベリア・デビルーク
声 - 豊崎愛生
誕生日：8月8日。年齢：14歳。血液型：B型。身長：151cm。スリーサイズ：B80/W54/H79。好物：紅茶。趣味：銀河ネットサーフィン。
デビルーク星の第3王女でララの妹。植物と心を通わせる能力を持ち、ララの発明品の伝送システム「デダイヤル」で仲の良い宇宙植物を呼び出すことができる。
古手川 唯（こてがわ ゆい）
声 - 名塚佳織
誕生日：5月3日。年齢：不明。血液型：B型。身長：162cm。スリーサイズ：B88/W59/H87。好物：不明。趣味：読書。
彩南高校2年生。風紀委員。正義感が人一倍強く、中でもハレンチなことには徹底的に厳しい。
黒咲 芽亜（くろさき めあ）
声 - 井口裕香
誕生日：11月1日。年齢：不明。血液型：O型。身長：153cm。スリーサイズ：B75/W52/H77。好物：キャンディー。趣味：不明。
ヤミの開発データを元に生み出された変身能力者。身体の一部を相手と融合して精神に入り込む「精神侵入（サイコダイブ）」という能力や身体の支配権を奪うことができる「肉体支配（ボディジャック）」という能力を持つ。
西連寺 春菜（さいれんじ はるな）
声 - 矢作紗友里
誕生日：3月6日。年齢：不明。血液型：O型。身長：160cm。スリーサイズ：B79/W56/H82。好物：リンゴ、紅茶。趣味：不明。
彩南高校2年生。テニス部所属。戦闘時はテニスラケットを武器に戦う。

#### ダンジョンに出会いを求めるのは間違っているだろうか
2022年11月15日から11月29日まで開催された『ダンジョンに出会いを求めるのは間違っているだろうか』とのコラボにて参戦。
ヘスティア
声 - 水瀬いのり
誕生日：不明。年齢：不明。血液型：不明。身長：140cm。スリーサイズ：不明。好物：ジャガ丸くん。趣味：読書。
ヘスティア・ファミリアの主神。眷属であるベルへの執着が激しい。
リュー・リオン
声 - 早見沙織
誕生日：不明。年齢：21歳。血液型：不明。身長：165cm。スリーサイズ：不明。好物：ミア母さんの手作りリゾット。趣味：鍛錬。
酒場で働くエルフのウェイトレス。腕利きの元冒険者でもあり、かつては「疾風」の二つ名で知られていた。
アイズ・ヴァレンシュタイン
声 - 大西沙織
誕生日：不明。年齢：16歳。血液型：不明。身長：162cm。スリーサイズ：不明。好物：ジャガ丸くん。趣味：鍛錬。
ロキ・ファミリア所属の第一級冒険者。卓越した剣技と美貌を有し、ベルから憧憬の念を抱かれている。

#### 閃乱忍忍忍者大戦ネプテューヌ -少女達の響艶-
2023年11月15日から11月29日まで開催された『閃乱忍忍忍者大戦ネプテューヌ -少女達の響艶-』とのコラボにて参戦。
パープルハート
声 - 田中理恵
誕生日：不明。年齢：不明。血液型：不明。身長：164cm。スリーサイズ：B87/W58/H85。好物：プリン。趣味：ゲーム。
波戸ノ国（はとのくに）・魂波流（こんぱりゅう）の忍・ネプテューヌが「変身命令（ヘンシンコマンド）」で戦闘形態になった姿。
ホワイトハート
声 - 阿澄佳奈
誕生日：不明。年齢：不明。血液型：不明。身長：146cm。スリーサイズ：B73/W53/H77。好物：和菓子。趣味：執筆。
波戸ノ国・魂波流の忍・ブランが「変身命令」で戦闘形態になった姿。

## 主題歌
オープニングテーマ「集結の華々」
作詞 - 葉月みこ / 作曲・編曲 - 林達志 / 歌 - 飛鳥（原田ひとみ）、雪泉（原由実）、焔（喜多村英梨）、雅緋（平田宏美）
『閃乱カグラ -少女達の真影-』の主題歌「乱れ咲き」のセルフオマージュ。
エンディングテーマ「乱れ咲き」
作詞 - 葉月みこ / 作曲・編曲 - 林達志 / 歌 - 飛鳥（原田ひとみ）、斑鳩（今井麻美）、葛城（小林ゆう）、柳生（水橋かおり）、雲雀（井口裕香）

## 漫画
シノマス！閃乱カグラ
原作 - いけだ / 作画 - 猫月
サービス開始1周年を記念して2018年11月28日から2019年11月6日まで、GANMA!にて配信された。全13話。

## Webラジオ
『『閃乱カグラ』原田ひとみ・喜多村英梨の超にゅうにゅうラジオ』のタイトルで、音泉にて配信された。パーソナリティーは飛鳥役の原田ひとみと焔役の喜多村英梨。『閃乱カグラ 原田ひとみ・喜多村英梨のにゅうにゅうラジオ』のリニューアル番組。
配信期間
- 2017年12月1日 - 2018年5月11日（隔週金曜日更新、全12回）

ゲスト
- 第11・12回 - 高木謙一郎

コーナー
- ふつおた
- にゅうにゅうRe:Newal
- 揉んで即興リフレクソロジー
- つながる！にゅうにゅうLINK
- 揺れるお悩み相談所
- にゅうにゅうハイパーボイスバトル
- にゅうにゅうインフォメーション

## Web番組
『シノビマスター 閃乱カグラ NEW LINK WORLD』のタイトルで、配信された生放送番組。
第1回
配信日 - 2018年2月1日
出演者 - MC：ドグマ風見、アシスタントMC：小原莉子（月光役）、実況者ゲスト：ガッチマン・コジマ店員・ぬどん・猫マグロ、キャラクターゲスト：火将ロシエル（飛鳥公式コスプレイヤー）・山吹りょう（雪泉公式コスプレイヤー）
第2回
配信日 - 2018年6月7日
出演者 - MC：ドグマ風見、アシスタントMC：小原莉子（月光役）、実胸者軍：こまてぃん・ズズ・清水あいり・真奈、シノビー岡田軍：イジリー岡田・金子智美・日野麻衣・相良朱音
第3回
配信日 - 2018年12月6日
出演者 - MC：こーすけ（最終兵器俺達）、アシスタントMC：小原莉子（月光役）、対戦リーダー：ドグマ風見・イジリー岡田、ゲーム実胸者：まっくす・猫マグロ、シノビダマガールズ：清水あいり・三田羽衣・日野麻衣・水月桃子・安田七奈
第4回
配信日 - 2019年11月29日
出演者 - MC：ドグマ風見、アシスタントMC：小原莉子（月光役）、ゲスト：原田ひとみ（飛鳥役）・山本彩乃（四季役）・東城日沙子（深里役）・MAKIKO（九魅役）・松嶋えいみ・緒方咲・☆HOSHINO・とみこ・尊みを感じて桜井
第5回
配信日 - 2020年11月29日
出演者 - MC：ドグマ風見・小原莉子（月光役）・藤田茜（閃光役）、ゲスト：原田ひとみ（飛鳥役）・矢作紗友里（紫役）・徳井青空（華毘役）・東城日沙子（深里役）
第6回
配信日 - 2021年11月29日
出演者 - MC：茸・小原莉子（月光役）・藤田茜（閃光役）、ゲスト：鈴代紗弓（雨音役）・桑原由気（風切役）・山本彩乃（四季役）・笹本菜津枝（菖蒲役）・東城日沙子（深里役）・原由実（雪泉）
第7回
配信日 - 2022年11月29日
出演者 - MC：ドグマ風見・小原莉子（月光役）・藤田茜（閃光役）、ゲスト：井澤詩織（華風流役）・井口裕香（雲雀役）・Lynn（睡蓮役）・原田ひとみ（飛鳥役）
第8回
配信日 - 2023年11月29日
出演者 - MC：ドグマ風見・小原莉子（月光役）・藤田茜（閃光役）、ゲスト：河野ひより（紅葉役）・ルゥティン（玉響役）・Lynn（睡蓮役）・白石涼子（日影役）
第9回
配信日 - 2024年11月29日
出演者 - MC：ドグマ風見・小原莉子（月光役）・藤田茜（閃光役）、ゲスト：今井麻美（斑鳩役）・原田ひとみ（飛鳥役）・松岡由貴（神楽役）